# Jimmy Sandy Okau-Sam-Molu
Jimmy Sandy Okau-Sam-Molu, skracane też do Jimmy Sandy Sam (ur. 8 lutego 1973) – vanuacki lekkoatleta, długodystansowiec.
Brązowy medalista igrzysk Południowego Pacyfiku na 10 000 m z 2003 z czasem 33:04,1 s.
Dwukrotny medalista miniigrzysk Południowego Pacyfiku z 2001. Zdobył wówczas srebro na 10 000 m z czasem 33:19,04 s i brąz na 5000 m z czasem 15:59,38 s.
Rekordy życiowe:
- bieg na 1500 metrów – 4:13,15 s ( Manchester, 30 lipca 2002)
- bieg na 10 000 metrów – 33:04,1 s ( Suva, 7 lipca 2003, Igrzyska Południowego Pacyfiku 2003), rekord kraju[3]